# Битка код острва Саво
Битка код острва Саво, позната и као Прва битка код острва Саво, или у јапанским изворима као Прва битка у Соломоновом мору (јап. 第一次ソロモン海戦), догодила се у ноћи 8. на 9. август 1942. године. Била је то морнаричка битка на Пацифику за време Другог светског рата, вођена између јапанске царске морнарице и савезничких морнаричких снага. Ова битка је прва од пет великих морнаричких битака током Гвадалканалске кампање.
У бици, група јапанских ратних бродова је изненадила и поразила савезничке морнаричке снаге, потопивши једну аустралијску и три америчке тешке крстарице, док су у исто време сами претрпели мало штете. Јапанске снаге су се састојале од седам крстарица и једног разарача под командом вицеадмирала Микаве. Као одговор на савезничко амфибијско искрцавање на источна Соломонова острва, Микава је са својим бродовима пловио низ „пролаз Нова Џорџија“ (познатим као „Прорез“) да нападне савезничку десантну флоту и њихове заштитне снаге. Заштитне снаге су се састојале од осам крстарица и петнаест разарача под командом британског контраадмирала Виктора Крачлија, али само пет крстарица и седам разарача било је стварно ангажовано у борби. Као резултат пораза, остаци савезничких ратних бродова и неискрцаних десантних снага су се повукли од Соломонових острва.
Ово је привремено дозволило Јапанцима контролу мора око Гвадалканала. Савезничке копнене снаге су се искрцале на Гвадалканал и оближња острва само дан раније. Повлачењем флоте они су остали у извесном опасном положају, са једва довољно муниције, опреме и хране да задрже њихово место искрцавања.

## Позадина

### Операције око Гвадалканала
Дана 7. августа 1942. године, савезничке снаге (првенствено америчке) су се искрцале на острва; Гвадалканал, Тулаги, Гавуту и Танамбога, сва из састава Соломонових острва. Искрцавање савезника на ова острва изведено је да би се спречило њихово коришћење од стране Јапанаца као базе за пресецање снабдевачких путева из САД за Аустралију и уједно обезбедили острва као стартне тачке за кампању, чији би циљ био: изолација главне јапанске базе на том делу Пацифику - лука Рабаул, а у исто време, подршка савезничком походу на Нову Гвинеју. Ова искрцавања су подстакла шестомесечну Гвадалканалску кампању.
Општи командант савезничких морнаричких снага у операцији искрцавања на Гвадалканал и Тулаги је био амерички вицеадмирал Френк Џек Флечер. Он је такође командовао и оперативном ескадром носача авиона, вршећи задатак ваздушне заштите. Амерички контраадмирал Ричмонд К. Тарнер је команговао десантном флотом која је превозила 16.000 савезничких војника ка Гвадалканалу и Тулагију. Такође под Тарнеровом командом је био и британски адмирал Виктор Крачли са заштитним снагама од 8 крстарица, 15 разарача и 5 миноловца. Ове снаге су штитиле Тарнерове десантне бродове, а предвиђене су и за артиљеријску подршку приликом искрцавања. Крачли је командовао својим групом, коју су углавном чинили амерички бродови, са свог заставног рода, тешке крстарице Аустралија.
Савезничка искрцавања, потпуно су изненадила Јапанце. Савезници су осигурали Тулаги и околна острва Гавуту и Танамбого, а аеродром у изградњи на Гвадалканалу у ноћи 8. августа Током 7. и 8. августа, јапански авиони базирани у Рабаулу напали су савезничке десантне снаге више пута, остављајући у пламену десантни брод Џорџ Ф. Елиот, који је касније потонуо, и тешко оштетили разарач Џервис, кога су сутрадан потопили са комплетном посадом. У овим ваздушним нападима, Јапанци су изгубили 36 авиона, а уништили савезницима 19, укључујући и 14 ловачких авиона са носача авиона.
Под плаштом наводне бриге због губитака ловачких авиона са његових носача авиона, претње од јапанских авиона за његове носача авиона и око снабдевања горивом својих бродова, Флечер је саопштио да ће повући своју оперативну ескадру носача авиона увече 8. августа.
Неки историчари бране Флечера, да иако ситуација са горивом није била потпуно критична, пошто је Флечер обухватио комплетну ситуацију, то је било довољно оправдање за његово повлачење из области борбе.
Флечеров биограф је забележио да је Флечер закључио како је искрцавање успешно извршено и да не постоји ниједна значајна мета за блиску ваздушну подршку. Сем бриге због губитка 21 ловачког авиона са његових носача авиона, он је проценио да су његови носачи авиона били угрожени од напада јапанских торпедних бомбардера, и желећи да се његови бродови допуне горивом пре него што стигну јапанске поморске снаге, повукао се претходно обавестивши Тарнера и Вандегрифта.
Тарнер је међутим сматрао да је Флечер знао да он мора да обезбеди ваздушну подршку док се сви транспортни бродови не истоваре током 9. августа.
Иако је искрцавање било спорије од планираног, Тарнер је одлучио да без ваздушне подршке са носача авиона мора да повуче своје бродове од Гвадалканала. Он је планирао да искрца што више, колико год је могуће током ноћи, и да се повуче током наредног дана.

### Јапанска реакција
Због неприпремљености за савезничку операцију на Гвадалканалу, почетну јапанску реакцију су чинили ваздушни удари и покушај слања појачања. Микава, командант новоформиране јапанске 8 флоте, са штабом у Рабаулу, је укрцао 519 војника на два транспортна брода и послао их према Гвадалканалу 7. августа 1942. године. Међутим, чим су Јапанци сазнали колико вилики број савезничких војника је искрцан на Гвадалканал, транспортни бродови су опозвани.
Микава је такође сакупио све расположиве ратне бродове у тој области и припремио напад на савезничке поморске снаге на Гвадалканалу. У Рабаулу се налазила тешка крстарица Чокаи, лаке крстарице Тенрју и Јубари и разарач Јунаги. Из луке Кавиенг долазиле су четири тешке крстарице из 6. дивизије крстарица под командом контраадмирала Готоа: Аоба, Фурутака, Кинугаса и Како.
Јапанска морнарица је изводила вежбе ноћне борбе пре рата, о којима савезници нису били обавештени. Микава се надао да ће да увуче у борбу савезничке поморске снаге са Гвадалканала и Тулагија у ноћи 8. на 9. август, где је он могао да употреби своје знање о ноћној борби, и у исто време избегне напад савезничких авиона, који нису могли ефикасно да дејствују по мраку. Микавини ратни бродови су се састали код рта Свети Ђорђе у ноћи 7. августа и затим отпловили у правцу исток-југоисток.

## Битка

### Увод
Микава је прошао са својим бродовима северно од острва Бука а затим се спустио дуж источне обале Бугенвила. Флота се зауставила источно од места Киета на Бугенвилу, и ту је остала наредних шест сати, до јутра 8. августа. Ово је урађено да би се избегли дневни авио напади приликом доласка на крајње одредиште код Гвадалаканала. Затим је прошао дуж ризичног канала познатог као „Прорез“, надајући се да ниједан савезнички авион неће да их опази до пада мрака. Међутим, јапанска флота је уочена код рта Свети Ђорђе, где је њихова колона готово натрчала на америчку подморницу С-38, која је лежала у заседи. Она је била превише близу, па није могла да испали торпеда, али је њен командант Х. Г. Мансон јавио радијом.
| „ | Два разарача и три већа брода непознатог типа, курсем један-четири-нула, крећу се великом брзином 8 наутичких миља западно од Рта свети Ђорђе. | ” |

Код Бунгевила, Микава је раширио своје бродове на велико пространство, како би прикрио састав својих снага и лансирао четири хидроавиона са својих крстарица, шаљући их у извиђање због савезничких бродова у области јужних Соломонских острва.
Око 10:20 и 11:10, његове бродове су уочили аустралијски извиђачки авиони Локид Хадсон, базирани у заливу Милне на Новој Гвинеји. Први Хадсон који је опазио Микавине ратне бродове, идентификовао их је као „три крстарице, три разарача и два носача хидроавиона“.
Посада Хадсона је пробала да достави извештај савезничкој радио-станици "Fall River", Нова Гвинеја. Међутим пријем није потврђен, они су напустили патролирање и вратили се у залив Милне (у 12:42), сигурни да је извештај био примљен чим је послат.
Други Хадсон такође није успео да преда свој рапорт радиом, но по завршетку патролирања се спустио у залив Милне (у 15:00) и тад је предао рапорт: „две тешке крстарице, две лаке крстарице и један непознат тип“.
Из непознатих разлога ови извештаји нису били пренети до савезничке флоте на Гвадалканалу до 18:45 и 21:30, наизменично, 8. августа.
Микавини хидроавиони са крстарица су се вратили у 12:00 и известили о две групе савезничких бродова, од којих је једна код Гвадалканала а друга код Тулагија. Микава је окупио своје бродове и узео курс према Гвадалканалу, улазећи у „Прорез“ близу Шоезела у 16:00 8. августа. Микава је предао следећи борбени план својим бродовима:
| „ | У једном налету ићи ћемо јужно од острва Саво и торпедоваћемо непријатељске главне снаге усидрене у предњем делу Гвадалканала; након тога ћемо се окренути према предњој области Тулагија гранатирајући и торпедујући непријатеља. Затим ћемо се повући од острва Саво. | ” |

Савезничке снаге нису ни откриле Микавину пловидбу низ „Прорез“. Тарнер је упутио молбу америчком адмиралу Макејну, команданту савезничких ваздушних снага за јужну Пацифичку област, да се изврши више извиђачких мисија изнад „Прореза“, у поподневним часовима 8. августа. Но, из несхватљивих разлога Меккејн није наредио извиђачке мисије, нити је рекао Тарнеру да савезнички носачи авиона нису у близини. Стога је Тарнер веровао да је „Прорез“ био под савезничким извиђањем до краја дана.
 Да би обезбедио искрцавање бродова током ноћи, Крачли је поделио савезничке поморске снаге у три групе. „Јужна“ група се састојала од аустралијских тешких крстарица Аустралија и Канбера, америчке тешке крстарице Чикаго и разарача Петерсон и Багли и патролирала је између Лунга Поинта и острво Саво, блокирајући на тај начин пролаз између острва Саво и рта Есперанс на Гвадалканалу. „Северна“ група се састојала од америчких тешких крстарица Винсенз, Асторија и Квинси и разарача Хелм и Вилсон, и пловећи у облику квадрата је патролирала између сидришта код Тулагија и острва Саво и штитила пролаз између острва Саво и острва Флорида. „Источна“ група се састојала од америчке лаке крстарице Сан Хуан, аустралијске лаке крстарице Хобарт и два разарача, а патролирала је између острва Флорида и Гвадалканала. Крачли је разместио два америчка разарача опремљена радарима, западно од острва Саво, као меру за рано упозорење уколико се појави било какав јапански брод. Разарач Ралф Талбот је патролирао испред северног пролаза, а разарач Блу је патролирао испред јужног пролаза, остављајући отвор од 12 до 30 km између њиховог некоординираног патролирања. У то време, савезници нису били обавештени о свим недостацима њихових првих радара који су се налазили на бродовима, као и да се ефикасност радара може знатно смањити присуством оближњих копнених целина — острва. Обазрив због потенцијалне претње од напада јапанских подморница на транспортне бродове, Крачли је оставио седам разарача у својству ближе одбране око два транспортна сидришта.
Посаде савезничких бродова су биле уморне након дводневних константних узбуна и акција у заштити искрцавања. Такође, време је било вруће и влажно, проузрокујући још већи замор и „код уморних морнара изазвало“. Као последица, већина Крачлијевих ратних бродова се налазило у „Стању 2“, у ноћи 8. августа, а то значи да је половина посаде била на дужностима док је друга половина спавала или на својим креветима или у близини својих борбених места.
То вече, Тарнер је сазвао конференцију на свом командном броду код Гвадалканала, са Крачлијем и командантом маринаца, Генерал-мајором Вандегрифтом, да размотре повлачење Флечерових носача авиона и направе распоред повлачења транспортних бродова. У 20:50 сати, Крачли је напустио јужну групу на крстарици Аустралија да би присуствовао конференцији, остављајући капетана Хуарда Д. Бода на крстарици Чикаго да руководи јужном групом. Бод, који је пробуђен у својој кабини, одлучио је да не помера место свог брода на чело јужне групе, што је иначе уобичајено место за претпостављени брод, и отишао је назад на спавање. На конференцији Тарнер, Крачли и Вандегрифт су расправљали о извештају у ком су се помињале јапанске снаге са „носачима хидроавиона“. Они су закључили да не постоји претња током ноћи, зато што тад носачи хидроавиона не могу успешно да дејствују у површинској акцији. Вандегрифт је напоменуо да ће он обавезно да прегледа стање искрцаног транспорта на Тулагију пре него што одреди време за повлачење транспортних бродова, и у поноћ је отишао да изврши инспекцију. Крачли је одлучио да се не врати са крстарицом Аустралија ка јужним снагама, већ је позиционирао свој брод на спољној граници Гвадалканалског транспортног сидришта, без обавештавања осталих савезничких бродских команданата о својој намери или локацији.
Кад су се Микавине снаге приближиле Гвадалканалу, јапански бродови су лансирали три хидроавиона ради финалног извиђања положаја савезничких бродова, и припремили се да бацају светлеће ракете током предстојеће битке. Иако су поједини савезнички бродови имали по један или више хидроавиона, почевши од 23:45 сати, 8. августа, ниједан од њих није протумачио као претњу присуство непознатих авиона у тој области, и ниједан извештај да они лете изнад савезничких бродова није стигао до Крачлија или Тарнера.
Микавине снаге су пловиле у једној колони, дугачкој скоро 3 km, на чијем челу је пловила крстарица Чокаи, а следиле су је крстарице Аоба, Како, Кинугаса, Фурутака, Тенрју и Јубари, а на крају се налазио разарач Јунаги. Негде између 00:44 и 00:54 сати, 9. августа, извиђачи на Микавиним бродовима су уочили разарач Блу, приближно 9 km испред јапанске колоне.

### Борба јужно од острва Саво
Избегавајући разарач Блу, Микава је променио курс ка пролазу јужно од острва Саво. Он је такође наредио својим бродовима да смање брзину на 22 чвора, како би се смањили таласи који стварају бродови, и на тај начин је учинио своје бродове мање видљивим. Четири минута касније, Микавини осматрачи су на даљини од 16 km уочили разарач Ралф Талбот или малу шкуну непознате националности. Јапански бродови су задржали свој курс, док је у исто време више од 50 топова нишанило разарач Блу, спремних да отворе ватру при најмањем знаку да су уочени са његове стране. Чим се Блу удаљио нешто мање од два километра од Микавиних снага, јапанска колона је изненада променила курс, одржавајући растојање од његове патролне линије, и постепено се удаљила, док је разарач Блу био очигледно несвестан да је иза њега прошла дугачка колона великих јапанских бродова. Видевши да су његови бродови још увек неоткривени, Микава је окренуо назад на курс јужно од острва Саво и повећао брзину, прво на 26 чворова, а затим на 30 чворова. У 01:25 сати, Микава је издао заповест својим бродовима да дејствују назависно од заставног брода, а у 01:31 сати је издао наредбу: „Напасти сваки брод“.."
У то време, разарач Јунаги се одвојио од јапанске колоне и изменио смер пловидбе: могуће због тога што је изгубио из видокруга друге јапанске бродове испред себе, или је био остављен као мера предострожности да „чува стражу“ Микавиним снагама. Један минут касније, јапански осматрачи су опазили један ратни брод са леве стране. Тај брод је био разарач Џервис, тешко оштећен претходног дана и управо је одлазио са Гвадалканала ка Аустралији ради поправке. Да ли је Џервис опазио јапанске бродове остаје непознато, пошто су радио уређаји на њему били уништени. Крстарица Фурутака је лансирала своја торпеда ка Џервису, али су сва промашила. Јапански бродови су прошли на приближно 1.100 метара од Џервиса, довољно близу да официри са јапанске крстарице Тенрју, који су посматрали палубу разарача, уоче да се на палуби не налази ниједан члан посаде. Уколико је Џервис приметио јапанске бродове у својој близини, он није пробао ни на један начин да то покаже.
Два минута након опажања Џервиса, јапански осматрачи су уочили разараче и крстарице јужних снага на око 12.500 метара далеко, силуете које су се сијале услед близине горућег Џорџа Ф. Елиота.. Неколико минута касније, око 01:38 сати, јапанске крстарице су почеле да лансирају своја торпеда ка бродовима јужних снага. У то време, осматрачи на крстарици Чокаи су уочили савезничке бродове северних снага на даљини од око 10 наутичких миља. Чокаи се окренуо ка овој новој претњи, и остатак јапанске колоне га је следио, док су се у исто време спремали да отворе ватру из својих топова на савезничке бродове јужних снага.
Посада разарача Петерсон је била под узбуном, пошто је командант брода озбиљно схватио јутарње авио опажање јапанских ратних бродова као и вечерње опажање непознатог авиона, стога је рекао својој посади да се припреми за акцију. У 01:43 сати, Петерсон је уочио један брод, вероватно крстарицу Кинугаса, 5.000 метара даље и одмах је послао упозорење преко радио-уређаја и сигналном лампом: „Упозорење! Упозорење! Страни бродови се приближавају сидришти“. Петерсон је повећао брзину до максимума и испалио светлеће метке ка јапанској колони. Његов командант је наредио торпедни напад, али се његово наређење није чуло услед велике буке коју су стварали топови разарача.
У тренуцима када је Петерсон опазио јапанске бродове и кренуо у акцију, јапански хидроавиони су по наређењу Микаве почели да бацају светлеће ракете, директно изнад крстарица Чикаго и Канбера. Канбера је одмах одговорила. Њен командант, капетан Френк Гетинг је наредио да се повећа брзина, скрене удесно поставивши Канберу између јапанских ратних и савезничких транспортних бродова, а своје топове је окренуо преко леве стране брода и издао заповест да се пуца на било коју мету која може да се уочи. Ни минут касније, док су се Канберини топови окретали ка Јапанцима, Чокаи и Фурутака су отворили ватру према њој, и многобројни пројектили су је погађају у року од свега неколико секунди. Крстарице Аоба и Како су се придружиле, и у наредна три минута Канбера је погођена са 24 пројектила већег калибра. Већ први погоци су усмртили артиљеријског официра, смртно ранили капетана Гетинга, и уништили оба котловска одељења, оставивши цео брод без струје и погона, пре него што је Канбера успела да испали иједан пројектил из својих топова, или саопшти упозорење другим савезничким бродовима. Крстарица се полако зауставила у пламену, са нагибом од 5 до 10 степени на десни бок, немоћна да пуца из својих топова или да испумпа воду из поплављених одељења, због недостатка електричне енергије. Пошто су сви јапански бродови били са леве стране Канбере, оштећења на десном боку су настала од граната које су погодиле брод у леви бок али ниже, а изашле испод водене линије на десном боку брода, или од једног до два поготка торпеда у десни бок брода. Ако су торпеда погодила Канберу у десни бок, онда су она дошла од неког оближњег савезничког брода, а у то време је амерички разарач Бегли био једини брод са те стране аустралијске крстарице и испалио је торпеда тренутак раније.
Посада крстарице Чикаго, посматрајући осветљене свог брода од светлећих ракета бачених из авиона и брзог окрета Канбере испред њих, подигла је узбуну и пробудила капетана Бода из „дубоког сна“. Капетан Бод је наредио да се из топова 127 mm испале светлеће гранате ка јапанској колони, али светлеће гранате нису функционисале. У 01:47 сати један торпедо, вероватно испаљен са крстарице Како, погодио је крстарицу Чикаго у предњи део, шаљући ударни талас с краја на крај брода, чиме је оштећен усмеравач паљбе главне артиљерије. Други торпедо који је погодио крстарицу није експлодирао, а једна топовска граната је погодила јарбол и убила два члана посаде. Чикаго је пловио на запад око 40 минута, оставивши иза себе транспортне бродове које је требало да штити. Крстарица је пуцала из своје секундарне артиљерије по бродовима јапанске колоне и највероватније погодила крстарицу Тенрју, проузроковавши безначајна оштећења. Бод није покушао да преузме контролу преко било којег другог савезничког брода јужних снага, којима је још увек технички командовао. Још значајније, капетан Бод готово да није покушао да упозори било који савезнички брод или особље у области Гвадалканала, будући да се његов брод нашао доста далеко од области борбе.
Током тог временског периода, Петерсон је ангажован у топовском двобоју са јапанском колоном. Једна топовска граната је погодила крму Петерсона што је узроковало осредњу штету и убило 10 чланова посаде. Петерсон је непрекидно пратио и пуцао на јапанске бродове, и највероватније је погодио крстарицу Кинугаса, проузрокујући умерена оштећења. Петерсон је затим изгубио из вида јапанску колону која се кретала у правцу североистока, крај обале острва Саво. Багли, чија посада је опазила Јапанце укратко након Петерсона и Канбере, кретао се у круг у области битке, пре него што је испалио торпеда у правцу брзо ишчезавајуће јапанске колоне; један или два од њих су можда погодила Канберу. Багли није играо битнију улогу у бици. Јунаги је размењивао топовску ватру са разарачем Џервис пре одласка из области битке ка западу, са намером да се поново придружи јапанској колони западно од острва Саво.
У 01:44 сати, док су Микавини бродови пловили ка савезничким северним снагама, Тенрју и Јубари су се одвојили од остатка јапанске колоне и узели курс ка западу. Крстарица Фурутака, која је или имала проблем са кормиларењем, или је избегавала судар са Канбером, је следила Јубари и Тенрју. Стога су савезничке северне снаге биле обухваћене и нападнуте са две стране.

### Борба северно од острва Саво
У тренутку напада Микавиних бродова на јужну групу савезничких снага, капетани на све три америчке крстарице северних снага су спавали на својим бродовима, „пловећи спокојно брзином од 10 чворова“. Иако су посаде на све три крстарице приметиле бљескове и чуле пуцњаву битке јужно од острва Саво, а осим тога су примиле и упозорење од разарача Петерсон о појави непознатих бродова у тој области, прошло је прилично време док посаде нису прешле из „Стања 2“ у стање узбуне. У 01:44 сати, јапанске крстарице су започеле да лансирају своја торпеда ка бродовима савезничке северне групе. У 01:50 сати, оне су упалиле моћне рефлекторе према америчким крстарицама и отвориле ватру из својих топова.
Посада са командног моста на крстарици Асторија, позвала је око 01:49 сати главни штаб, пошто је опазила бљескове јужно од острва Саво. У 01:52 сати, убрзо након што су се упалили јапански рефлектори а гранате почеле да падају око брода, послужиоци главне артиљерије на Асторији су схватили да се ради о јапанским бродовима и отворили су ватру из својих топова. Капетан Асторије, који се пробудио и схватио да се његов брод налази у борби, је пожурио на командни мост и наредио прекид ватре, страхујући да његов брод можда гађа пријатељске снаге. Како су гранате наставиле да падају око његовог брода, капетан је наредио да се настави са ватром, ни минут касније. Међутим, крстарица Чокаи је већ одредила тачну даљину, и Асторија је убрзо погођена са више пројектила, који су на њој изазвали пожар. Између 02:00 и 02:15 сати, Аоба, Кинугаса и Како су се придружиле крстарици Чокаи у гранатирању Асторије, и уништивши јој машинско одељење, она је сва у пламену остала непокретна. У 02:16 сати, једна од још увек употребљивих Асторијиних кула главне артиљерије гађала је Кинугасин рефлектор, али је промашила и погодила предњу кулу крстарице Чокаи, проузрокујући осредњу штету.

На крстарици Квуинси су такође приметили светлеће ракете које су избачене из авиона изнад јужних снага, примили су упозорење од разарача Петерсон, и управо су обавестили главни штаб, кад су их осветлили рефлектори са јапанских бродова. Капетан крстарице Квинси је издао наређење да се отвори ватра, али је посада била неспремна. У наредних неколико минута, Квинси се налазила под унакрсном ватром крстарица Аоба, Фурутака и Тенрју, и била је више пута погођена, а настао је и пожар. Капетан крстарице Квинси је наредио да брод нападне источну јапанску колону, али само што се окренула да изведе напад, Квинси је била погођена са два торпеда испаљена са крстарице Тенрју, која су проузроковала велика оштећења. Квинси је успела да испали неколико плотуна из својих топова главне артиљерије, и један од њих је погодио крстарицу Чокаи у собу са поморском картом, 6 метара од адмирала Микаве, и убио је или ранио 36 човека, премда је Микава прошао без повреда. У 02:10 сати, гранате су погодиле командни мост крстарице Квинси, и убиле скоро сво особље, укључујући и капетана. У 02:16 сати, крстарица је погођена једним торпедом испаљеним са крстарице Аоба, и преостали топови на њој су ућуткани. Помоћник артиљеријског официра на крстарици Квинси је отишао на командни мост да пита за инструкције, и изненадио се оним шта је тамо затекао:
| „ | Чим сам стигао на командни мост, установио сам да је тамо права кланица са мноштвом мртвих тела и свега тројицом или четворицом још увек стојећих људи. У самој кормиларници, једина особа која је преживела, био је сигнални официр за кормилом, који је узалудно покушавао да заустави заокрет брода удесно, и да га окрене налево. Испитавши га, Сазнао сам да му је капетан, који је у том тренутку лежао поред кормила, наредио да насуче брод, стога је он покушавао да усмери брод ка острву Саво, које се налазило неких 4 наутичке миље по крми лево. Стао сам на леву страну кормиларнице и погледом потражио острво и приметио да се брод убрзано нагиње налево, а да прамац тоне. У том тренутку се капетан исправио и пао уназад, наизглед мртав, без иједног гласа, осим уздаха | ” |

 Крстарица Квинси је прва потонула у 02:38 сати.
Као и Квинси и Асторија, Винсенз је такође опазила ракете на југу, а осим тога је уочила и бљескове из топова јужних снага. У 01:50 сати, кад су америчке крстарице осветљене јапанским рефлекторима, Винсенз је оклевао са отварањем ватре, верујући да светлост од рефлектора долази са пријатељских бродова. Убрзо након што је крстарица Како отворила ватру на Винсенз, она је одговорила паљбом из својих топова, у 01:53 сати. Кад су поготци почели да падају на крстарицу Винсенз, њен командант, капетан Фредерик Рифкохл, је наредио да се брзина повећа на 25 чвора, али недуго затим, у 01:55 сати, погодила су је два торпеда, испаљена са крстаице Чокаи, која су проузроковала тешка оштећења. У том тренутку се Кинугаса придружио крстарици Како у бомбардовању крстарице Винсенз. Винсенз је једним пројектилом погодио Кинугасу, проузрокујући мала оштећења на уређају за кормиларење. Остали јапански бродови су такође отворили ватру на крстарицу Винсенз, а у 02:03 сати, је је погодио још један торпедо, највероватније испаљен са крстарице Јубари. Са свим уништеним котловским одељењима, крстарица Винсенз је стала, потпуно у пламену, наваљујући се полако на леви бок. У 02:16 сати, Рифкохл је наредио посади да напусти брод, и Винсенз је потонуо у 02:50 сати.
Током борбе, амерички разарачи Хелм и Вилсон су се трудили да уоче јапанске бродове. Оба разарача су кратко време пуцала на Микавине крстарице, али нису проузроковала никакву, а и они сами су прошли без оштећења.
У 02:16 сати, јапанска колона је обуставила ватру на бродове савезничких северних снага, пошто је изашла из домета својих топова, и напустила област северно од острва Саво. Разарач Ралф Талбот је пресрео крстарице Фуритака, Тенрју и Јубари док су пловиле поред острва Саво. Јапански бродови су рефлекторима осветлили амерички разарач и погодили га са неколико пројектила, изазивајући већа оштећења, али Ралф Талбот се склонио у оближњи јак пљусак, а јапански бродови су се брзо удаљили.

### Микавина одлука
У 02:16 сати, Микава се саветовао са својим штабом да ли да се окрену назад и наставе битку са преосталим савезничким ратним бродовима и покушају да потопе савезничке транспортне бродове на два сидришта. Различити фактори су утицали на његову крајњу одлуку. Његови бродови били су прилично разбацани и прошло би доста времена пре него што би их поново организовао. Микава није знао број преосталих савезничких ратних бродова нити локацију било којег од њих. Још важније, Микава је веровао да се амерички носачи авиона налазе у тој области, а његови бродови нису имали никакву ваздушну заштиту. Микава је такође био свестан да јапанска морнарица нема више крстарица у изградњи, и зато не би постојала могућност да замени ниједан брод, за које је веровао да их може изгубити у ваздушном нападу следећег дана уколико остане у области Гвадалканала. Он није био обавештен да су се амерички носачи авиона већ раније повукли из области битке, и не би представљали никакву претњу следећег дана. Премда је неколико Микавиних штабних официра захтевало напад на савезничке транспортне бродове, одлучено је да се напусти област битке. Стога, у 02:20 сати, Микава је издао својим бродовима наређење за повлачење.

## Последице
У 04:00 сати, 9. августа 1943. године, Петерсон је дошао до крстарице Канбера, и помогао јој у гашењу ватре. Око 05:00 сати, ватра је напокон била под контолом, али Тарнер, који је намеравао да опозове све савезничке бродове, је наредио да се брод потопи јер није могао да се придружи флоти. Након што су се преживели чланови посаде са крстарице Канбера повукли са ње, разарачи Селфриџ и Елет су потопили крстарицу, испаливши према њој торпеда и већи број граната из својих топова.
Мало касније, ујутро 9. августа, генерал Вандегрифт је известио адмирала Тарнера да је потребно искрцати још опреме и залиха са транспортних бродова пре него што се повуку. Тарнер је због тога одложио повачење својих транспортних бродова до средине по поднева. У међувремену, посада на крстарици Асторија, покушавала је да спаси свој брод од потапања. Међутим, ватра на Асторији се потпуно отргла контроли, и брод је потонуо у 12:15 сати.
Током пре поднева, 9. августа, један аустралијски обалски осматрач на Бугенвилу, је радијом послао упозорење о предстојећем јапанском ваздушном нападу из правца Рабаула. Савезнички транспортни бродови су привремено прекинули истовар, али су остали збуњени када се најављени ваздушни напад није догодио. Савезничке снаге све до краја рата нису сазнале да је тај јапански ваздушни напад био усмерен на разарач Џервис, јужно од Гвадалаканала, потопивши га са целокупном посадом. Савезнички транспортни и ратни бродови су напустили област Гвадалканала у сутон 9. августа 1943. године.
У вечерњим сатима 9. августа, адмирал Микава, који се налазио на крстарици Чокаи, издао је наређење да се све четири крстарице из 6. дивизије крстарица врате у базу Кавиенг. У 08:10 сати, 10. августа, крстарица Како је торпедована и потопљена од стране америчке подморнице С-44, на 110 km од Кавиенга. Остале три крстарице су сакупиле све преживеле чланове посаде крстарице Како, и отишле ка Кавиенгу.
Након битке код острва Саво, наредних неколико месеци, скоро све залихе и појачања која су слата на Гвадалканал, долазила су транспортним бродовима сакупљеним у малим конвојима, и искрцавани су углавном за време дневних сати, док су савезнички авиони са Нових Хебрида и аеродрома „Хендерсеново поље“ обезбеђивали место искрцавања. Током тог периода, савезничке снаге на Гвадалканалу су добијале, једва довољно муниције и снабдевања да одбију неколико јапанских напада, чији је циљ био да поново преотму острво.
Упркос њиховом поразу у овој бици, савезници су на крају добили битку за Гвадалканал, и начинили значајан корак ка крајњем поразу Јапана. Каснијим увиђањем да је Микава прихватио ризик за своје бродове и отишао према савезничким транспортним бродовима, ујутру 9. августа 1942. године, он је могао да заврши Гвадалканалску кампању на њеном самом почетку, и ток рата на јужном Пацифику, могао је бити сасвим другачији. Премда су савезнички ратни бродови код Гвадалканала те ноћи били потпуно поражени, они су извршили своју мисију, која је била да се сачувају транспортни бродови од уништења. Велики број од тих транспортних бродова био је искоришћен више пута у допремању одлучујућих снабдевања и појачања за савезничке снаге на Гвадалканалу, током следећих неколико месеци.
Званични одбор за испитивање у морнарици Сједињених Америчких Држава, познат као Хепбернова истрага (Hepburn Investigation), накнадно је спремио један извештај о тој бици. Одбор је разговарао са већином виших официра који су били ангажовани у бици током неколико месеци, почевши од децембра 1942. године. По том извештају, предложена је осуда за само једног официра – капетана Хуарда Д. Бода. Извештај је стопирао предложену формалну тужбу против осталих савезничких официра, укључујући адмирале: Флечера, Тарнера, Крачлија и Макеина, и капетана Рифкола. Иако су у овој бици направили очите грешке, то није битније утицало на каријере Тарнера, Крачлија и Макејна. Међутим, капетан Рифкол, никад више није командовао бродом. Капетан Бод, сазнавши да је извештај био нарочито критичан према његовим поступцима је пуцао у себе у свом штабу у месту Балбоа, зона Панамског канала, 19. априла 1943. године, и умро је следећег дана. Виктор Крачли је одликован орденом Легије части од стране председника Рузвелта, септембра 1944. године.

Адмирал Исороку Јамамото је честитао Микави на његовој победи, изјавивши: 
| „ | Ценим храбру и напорну борбу сваког човека под вашом организацијом. Ја очекујем да појачате ваш труд и да учините сваки напор који је потребан да би подржали копнене снаге империјалне армије које су сад ангажоване у очајничкој борби.. | ” |

 Међутим, касније, кад је постало јасно да је Микава пропустио изузетну прилику да уништи савезничке транспортне бродове, он је био оштро критикован од стране својих колега.